# Кучеренко Анатолій Іванович
Анато́лій Іва́нович Кучере́нко (нар. 8 січня 1942, с. Семенівка, нині смт однойменного району Полтавської області) — український господарник. Очільник Тернополя. Депутат Тернопільської обласної ради (1984—1994). Заслужений працівник сфери послуг України (2002). Лауреат Всеукраїнської програми «Лідери регіонів» (2002).

## Біографія
Анатолій Кучеренко народився 8 січня 1942 року в с. Семенівка (нині смт однойменного району Полтавської області, Україна). Батько загинув у німецько-радянській війні у 1944 році.
Закінчив інженерно-технологічний факультет Тернопільського політехнічного інституту (1970, нині ТНТУ). Працював токарем, інженером, головним інженером відділу капітального будівництва Тернопільського комбайнового заводу.

### Політична кар'єра
1984—1991 — голова виконкому Тернопільської міської ради. 1991—1994 — заступник генерального директора українсько-австрійського СП «Едланд».
1994 — заступник голови Тернопільського облвиконкому; 1994—1996 — 1-й заступник голови Тернопільської ОДА.
1996—1998 — начальник представництва НПК «Галичина» в Тернопільській обл.

### Міський голова Тернополя
1998–2002 — Тернопільський міський голова. Гаслом Кучеренка було: «Моя мета — зробити Тернопіль європейським містом заможних та щасливих людей.»

## Сім'я
Одружений. Дружина закінчила Краматорський індустріальний інститут і працювала 20 років інженером-конструктором в ВПКБТ «Світло», тепер працює в обласному управлінні Пенсійного фонду України.
Має двох синів — Івана та Олексія, які проживають у Тернополі.